# Diócesis de Sufar
La diócesis de Sufar (en latín: Dioecesis Sufaritana) fue una antigua sede episcopal de la Iglesia católica situada en la ciudad de Sufar o Sufra, en la provincia romana de Mauritania Cesariense, correspondiente al actual norte de Argelia. La capital de esta provincia era Cesarea, la actual Cherchell. Sufar fue una de las muchas ciudades de la región donde el cristianismo tuvo presencia durante los siglos IV y V, hasta que la expansión del islam en el siglo VII transformó profundamente la zona.

## Historia eclesiástica
La diócesis de Sufar se encontraba en la provincia romana de Mauritania Cesariense, una de las tres provincias mauritanas del norte de África que contaba con una estructura administrativa y eclesiástica bien definida, compuesta por varias diócesis. Estudios arqueológicos y epigráficos en ciudades cercanas, como Zuccabar (actual Miliana), confirman la presencia de una organización cristiana activa en la región durante los siglos IV y V.
Sufar fue una de las muchas ciudades en las que el cristianismo echó raíces antes de la expansión del islam en el siglo VII, momento a partir del cual las comunidades cristianas comenzaron a desaparecer progresivamente. La diócesis dejó de existir como sede residencial, aunque ha perdurado como sede titular dentro de la Iglesia católica.
En la lista de obispos de Mauritania Cesariense convocados en Cartago por el rey vándalo Hunerico en el año 484 aparecen mencionados dos obispos de Sufar, Víctor y Romano, ambos condenados al exilio. Algunos estudiosos sugieren que esta doble mención podría indicar la existencia de dos diócesis con nombres similares, o bien que uno de los obispos perteneciera en realidad a la diócesis de Sufasar, ya que la forma Sufaritanus podría haber sido una abreviatura de Sufasaritanus.

## Sede titular
Desde 1933, Sufar figura como sede titular de la Iglesia católica, asignada a obispos auxiliares, vicarios apostólicos o prelados eméritos. Esta práctica simboliza la continuidad histórica de las antiguas diócesis y proporciona títulos honoríficos dentro de la jerarquía eclesiástica.

## Episcopologio

### Obispos residentes
- Víctor (mencionado en 484)
- Romano (mencionado en 484)

### Obispos titulares
| N.º | Nombre                                    | Cargo                                        | Inicio                  | Fin                      |
| --- | ----------------------------------------- | -------------------------------------------- | ----------------------- | ------------------------ |
| 1   | Patrick Casey (obispo de Brentwood)       | Obispo auxiliar de Westminster (Reino Unido) | 23 de diciembre de 1965 | 2 de diciembre de 1969   |
| 2   | Carlos Schmitt, O.F.M.                    | Obispo auxiliar de Lages (Brasil)            | 14 de febrero de 1970   | 16 de marzo de 1971      |
| 3   | Ernst Gutting                             | Obispo auxiliar de Espira (Alemania)         | 31 de mayo de 1971      | 27 de septiembre de 2013 |
| 4   | Robert Francis Prevost, O.S.A. (León XIV) | Administrador apostólico de Chiclayo (Perú)  | 3 de noviembre de 2014  | 26 de septiembre de 2015 |
| 5   | Robert Philip Reed                        | Obispo auxiliar de Boston (Estados Unidos)   | 3 de junio de 2016      | en funciones             |